# راناتووتسه
راناتووتسه (به صربی: Ranatovce) یک منطقهٔ مسکونی در صربستان است که در پریچو واقع شده‌است. راناتووتسه ۲٫۹۳ کیلومتر مربع مساحت و ۶۵ نفر جمعیت دارد.